# Nymphargus prasinus
Nymphargus prasinus es una especie de anfibio anuro de la familia Centrolenidae.

## Descripción
N. prasinus es una especie de tamaño grande que oscila entre 33 a 35 mm. Posee una apariencia superficial relativamente lisa con tegumento dorsal con finos granulos con separación entre ellos. La piel ventral es granulosa mientras el resto de superficies son lisas. Coloración uniforme verde oscuro con márgenes de labios verde pálido y flancos en tono crema. El pericardium es blanco y no es visible el corazón externamente. Iris verde blanquecino con reticulaciones negras finas. Deposita sus huevos en la parte superior de las hojas, que al hacer eclosión caen los neonatos al agua.
Presenta bastantes similitudes con Nymphargus megacheirus, teniendo esta pequeños puntos negros en el dorso y una piel postulosa como principal diferencia. A diferencia de Centrolene buckleyi, Centrolene heloderma y Espadarana prosoblepon, N. prasinus no posee proyección antihumeral.

## Distribución geográfica
Esta especie endémica de Colombia se la encuentra en la vegetación a lo largo de los arroyos con cubierta vegetal entre los 900 y 1540 m s. n. m. en la vertiente del Pacífico de la Cordillera Occidental en los departamentos de Valle del Cauca, Chocó, Risaralda y Antioquia, en selvas tropicales y bosques subandinos.

## Publicación original
- Duellman, 1981 : Three new species of centrolenid frogs from the Pacific versant of Ecuador and Colombia. Occasional Papers of the Museum of Natural History, University of Kansas, n.º 88, p. 1-9[6]